# Deuterophysa sanguiflualis
Deuterophysa sanguiflualis là một loài bướm đêm trong họ Crambidae.